# سباق طواف فرنسا 1964
سباق طواف فرنسا 1964 من سلسلة سباقات سباق طواف فرنسا. أقيم هذا السباق في تاريخ 22 يونيو - 14 يوليو 1964 على 22 (25 including split stages) مراحل. بعد مرور 127 ساعة و09 دقيقة و44 ثانية وبعد طي 4504.2 كم بمتوسط 35.42 كم في الساعة فاز بالميدالية الذهبية جاك أنكيتيل من فرنسا، فيما حصد رايموند بوليدور من فرنسا الميدالية الفضية، وكانت الميدالية البرونزية من نصيب فدريكو باهامونتيس من إسبانيا.

## الميداليات
| ذهب                 | فضة                     | برونز                       |
| جاك أنكيتيل - فرنسا | رايموند بوليدور - فرنسا | فدريكو باهامونتيس - إسبانيا |